# 白承憲
白承憲（韓語：백승헌，又譯：裴勝憲；1991年4月3日—) 在生於韓國首爾市。現時是GH Entertainment.旗下歌手，曾擔任模特兒。還加入了由韓國著名歌手模特兒演員等組成的明星足球隊FC MEN。2012年11月以單曲《直到日出》正式出道。官方歌迷名為"ARIES"。前AFOS成員。

## 音樂作品
數位單曲專輯
1.《Baek Seung Heon》
發行日期: 2012.11.02
曲目：
- 直到日出
- Pit-A-Pat
- 直到日出 (Inst.)
- Pit-A-Pat(Inst.)

2.《Wait A minute》
發行日期: 2013.10.30
曲目：
- Wait a minute
- Wait a minute(Inst.)

## 音樂曲目

### 2012
- 12.11.04 SBS 人氣歌謠 《直到日出》出道舞台
- 12.11.09 KBS 音樂銀行 《直到日出》
- 12.11.17 MBC 音樂中心 《直到日出》
- 12.11.23 KBS 音樂銀行 《直到日出》

### 2013
- 13.10.31 Mnet M! Countdown 《Wait a minute》
- 13.11.02 MBC 音樂中心 《Wait a minute》
- 13.11.03 SBS 人氣歌謠 《Wait a minute》
- 13.11.08 KBS 音樂銀行  《Wait a minute》
- 13.11.09 MBC 音樂中心 《Wait a minute》
- 13.11.14 Mnet M! Countdown 《Wait a minute》
- 13.11.16 MBC 音樂中心 《Wait a minute》
- 13.11.17 SBS 人氣歌謠 《Wait a minute》
- 13.11.20 MBC Show Champion 《Wait a minute》
- 13.12.01 SBS 人氣歌謠 《Wait a minute》

## 影視作品

### 電視劇
- 年份：2014 KBS2《Hi! School - Love On》 飾演：楊泰昊   首播: 2014.07.11
- 年份：2014 SBS《對我而言可愛的她》飾演：ANA練習生
- 年份：2016 Drama X網路劇《1%的可能性》飾演：池秀/智秀(練習生)
- 年份：2017 OCN《焦急的羅曼史》飾演：李信華

### 電影
- 年份：2020《搖擺艷夏 Summer Sway》飾演：夏天

### 綜藝
- 年份:2012 電視台:KBS2	劇名:維他命                 播放日期: 2012.12.19
- 年份:2013 電視台:KBS2	劇名:柳熙烈的寫生簿  播放日期: 2013.11.08
- 年份:2013 電視台:KBS1	劇名:Love Request         播放日期: 2013.11.10

## 外部連結
- 白承憲的Instagram帳戶
- 白承憲的X（前Twitter）